# Boris Chasanow

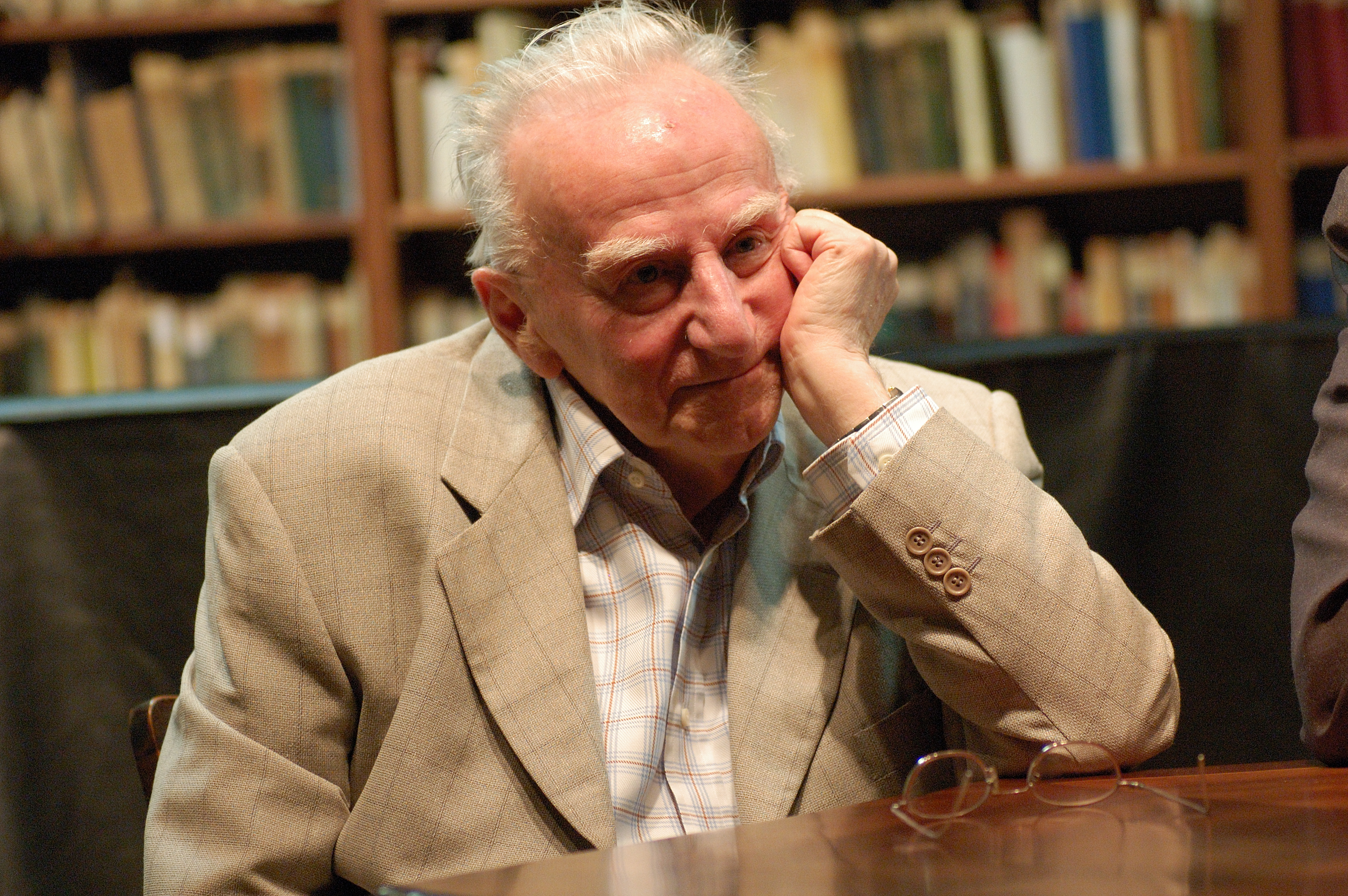
Boris Chasanow (2008)

Boris Chasanow (russisch Борис Хазанов; * 16. Januar 1928 in Leningrad; † 11. Januar 2022 in München, bürgerlich: Gennadi Moissejewitsch Faibussowitsch) war ein russischer Schriftsteller, der seit 1982 in der Bundesrepublik Deutschland lebte.

## Leben
Boris Chasanow wuchs in Moskau auf. Er studierte zunächst Altphilologie, bis er 1949 wegen antisowjetischer Propaganda verhaftet und zu acht Jahren Zwangsarbeit verurteilt wurde. Nach seiner vorzeitigen Entlassung im Jahr 1955 studierte er Medizin und arbeitete als Arzt in Moskau. In dieser Zeit begann er zudem als Schriftsteller und Übersetzer zu arbeiten. Er übersetzte den philosophischen Briefwechsel von Gottfried Wilhelm Leibniz und weitere Werke deutscher Theologen ins Russische. Chasanow lebte zuletzt in München.

## Werke
- Mythos Russland: Betrachtungen aus deutscher Zuflucht, aus dem Russischen von Annelore Nitschke, Mainz 1986, ISBN 3-87162-005-X.
- Gegenzeit, aus dem Russischen von Annelore Nitschke, Stuttgart 1986, ISBN 978-3-421-06317-5.
- Die Königsstunde, aus dem Russischen von Annelore Nitschke, Stuttgart 1990, ISBN 978-3-421-06552-0.
- Unten ist Himmel, aus dem Russischen von Annelore Nitschke, Stuttgart 1993, ISBN 978-3-421-06630-5.
- Der Zauberlehrer, aus dem Russischen von Annelore Nitschke, Stuttgart 1996, ISBN 978-3-421-05038-0.
- Vögel über Moskau, aus dem Russischen von Annelore Nitschke, Stuttgart 1998, ISBN 978-3-421-05118-9.

Ein Teil-Vorlass, bestehend aus Manuskripten und Korrespondenzen aus seiner Zeit in der Emigration, befindet sich im Archiv der Forschungsstelle Osteuropa an der Universität Bremen.

## Auszeichnungen
- Preise des P.E.N.
- Hilde-Domin-Preis für Literatur im Exil 1998 für sein Gesamtwerk zusammen mit seiner Übersetzerin Annelore Nitschke